# 난바 안
난바 안(일본어: 南波 杏 なんば あん[*], 1984년 3월 7일 ~ )은 일본의 성인 비디오 여배우다.